# Tekellina crica
Tekellina crica is een spinnensoort in de taxonomische indeling van de kogelspinnen (Theridiidae).
Het dier behoort tot het geslacht Tekellina. De wetenschappelijke naam van de soort werd voor het eerst geldig gepubliceerd in 1993 door Marques & Buckup.